# Coifa (astronáutica)

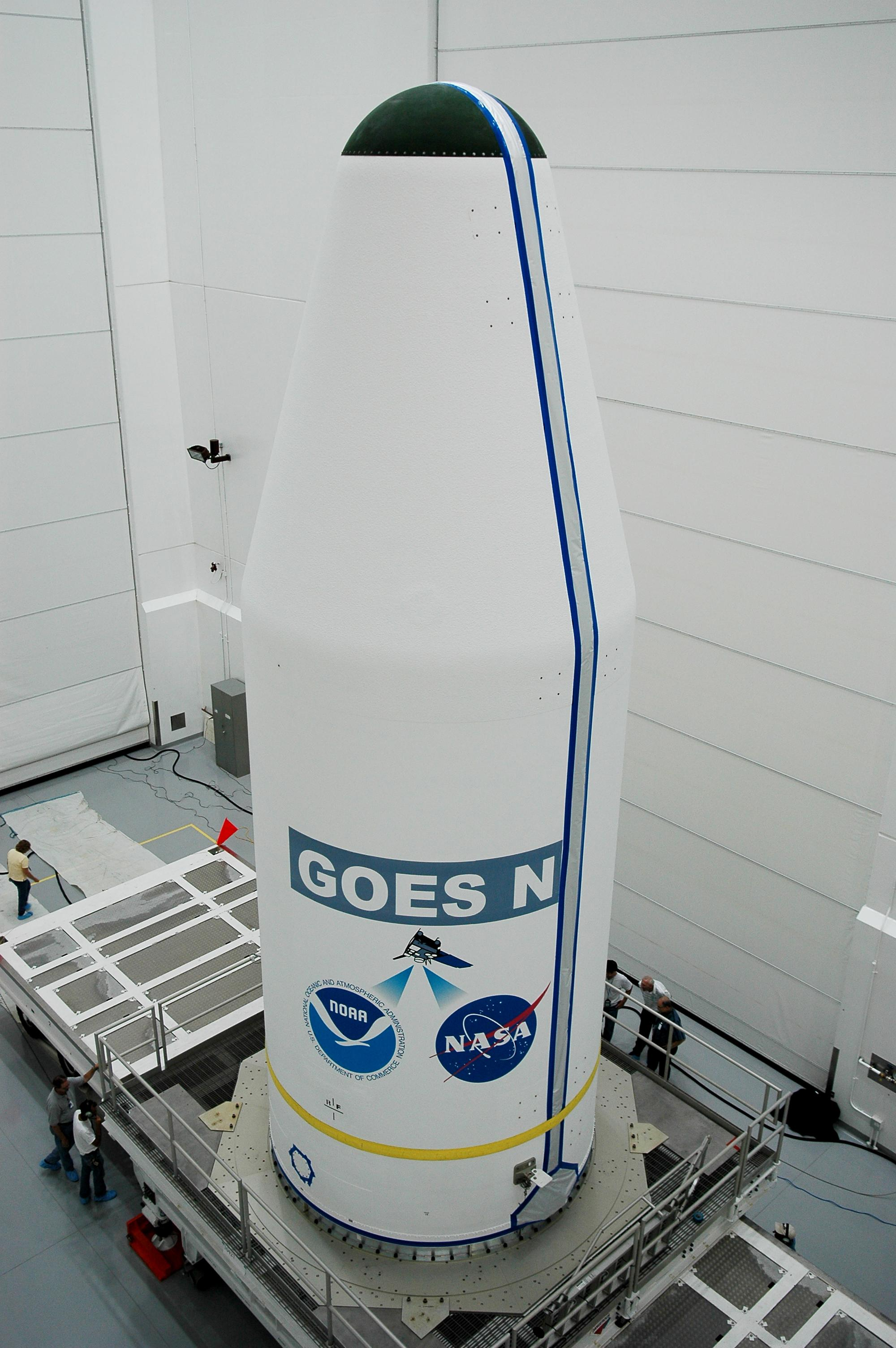
Coifa de um foguete Delta IV.

Coifa — em astronáutica, se refere a um tipo específico de carenagem localizada no extremo superior do foguete, destinada a proteger a carga útil, e também prover uma superfície aerodinâmica adequada aos esforços aos quais um foguete e sua carga útil são submetidos durante o voo.

## Características
Apesar de não haver um padrão rígido na construção das coifas, existem algumas características normalmente encontradas nelas:
- Fabricada com materiais leves como: alumínio ou materiais compostos.
- Adotam o formato cilíndrico / cônico.
- Composta por duas (ou mais) partes longitudinalmente simétricas.

As partes de uma coifa se separam expondo a carga útil quando o foguete ultrapassa os limites da atmosfera, no caso de um foguete lançador, ou quando atinge o seu apogeu, no caso de um foguete de sondagem.
Em alguns casos, a coifa pode envolver não apenas a carga útil, como também todo ou parte do último estágio do foguete.